# 中嶋啓雄
中嶋 啓雄（なかじま ひろお、1967年2月 - ）は、日本の政治学者。博士（法学）（一橋大学・論文博士・2002年）。専門はアメリカ政治外交史。大阪大学大学院国際公共政策研究科長・教授、アメリカ学会副会長。アメリカ学会清水博賞受賞。

## 人物
東京都生まれ。父は政治学者の中嶋嶺雄。1990年国際基督教大学教養学部社会科学科卒業、一橋大学大学院法学研究科公法・国際関係専攻修士課程入学、1993年から1994年までハーヴァード大学大学院歴史学部研究生（フルブライト奨学生）。1997年一橋大学大学院法学研究科公法・国際関係専攻博士課程単位取得満期退学。有賀貞などの指導を受け、2002年、『モンロー・ドクトリンとアメリカ外交の基盤』で一橋大学より博士（法学）の学位を取得。審査員は田中孝彦、納家政嗣、大芝亮。
1997年大阪外国語大学外国語学部専任講師、2000年大阪外国語大学外国語学部助教授、2002年ウィリアム・アンド・メアリー大学フルブライト客員研究員。同年、著書『モンロー・ドクトリンとアメリカ外交の基盤』でアメリカ学会清水博賞を受賞。2007年大阪大学大学院国際公共政策研究科比較公共政策専攻准教授。2016年大阪大学大学院国際公共政策研究科比較公共政策専攻教授。2022年アメリカ学会副会長。2023年大阪大学大学院国際公共政策研究科長。

## 主な著作
- 『モンロー・ドクトリンとアメリカ外交の基盤』ミネルヴァ書房、2002年